# Giacomo Gastaldi
Giacomo Gastaldi ↓1 (Villafranca Piemonte, oko 1500. − Venecija, listopad 1566.), talijanski kartograf iz 16. stoljeća.

## Životopis
G. Gastaldi karijeru je započeo kao inženjer u službi Mletačke Republike, a sredinom 1540-ih godina u potpunosti se posvetio izradi zemljovida koji će kasnije imati snažan utisak na razvoj katografije. Godine 1548. objavio je atlas naslovljen „Geografija Klaudija Ptolemeja” (tal. La geografia di Claudio Ptolemeo Alessandrino) koji se zbog uključivanja Amerika smatra najkvalitetnijim karografskim djelom od Geographia M. Waldseemüllera iz 1513. do Theatrum Orbis Terraruma A. Orteliusa iz 1570. godine. Njegove tehničke inovacije bile su primjena bakroreza u tiskanju zemljovida odnosno njihove smanjene dimenzije zbog čega se spomenuto djelo naziva i prvim „džepnim atlasom”. Neka od djela G. Gastaldija sačuvana su u kartografskoj zbirci Hrvatskog povijesnog muzeja u Zagrebu.

## Djela G. Gastaldija
- (tal.) La geografia di Claudio Ptolemeo Alessandrino (Geografija Klaudija Ptolemeja Aleksandrijskog), Venecija: Baptista Pedrezano, 1548.

## Poveznice
- Povijest kartografije